# Edith Schippers
Pour les articles homonymes, voir Schippers.
Edith Schippers, née le 25 août 1964 à Utrecht, est une femme politique néerlandaise. Membre du Parti populaire pour la liberté et la démocratie (VVD), elle est ministre de la Santé, du Bien-être et des Sports dans le premier et deuxième cabinet de Mark Rutte du 14 octobre 2010 au 26 octobre 2017. Depuis le 1er février 2019, elle est présidente de DSM.

## Biographie

### Formation et carrière
Schippers grandit à Dordrecht puis à Wachtum, en province de Drenthe. Après avoir suivi des études supérieures de science politique à l'université de Leyde de 1985 à 1991, elle adhère cette même année au VVD.
Elle travaille comme assistante parlementaire pour un le représentant libéral Dick Dees en 1993 et 1994, puis pour le groupe parlementaire libéral jusqu'en 1997. Elle devient ensuite secrétaire de la confédération néerlandaise des industries et des employeurs (VNO-NCW) pendant six ans.

### Engagement politique

#### Débuts parlementaires
Elle est élue représentante à la Seconde Chambre des États généraux lors des élections législatives anticipées du 22 janvier 2003. Elle est désignée vice-présidente du groupe libéral trois ans plus tard.

#### Ministre de la Santé, du Bien-être et des Sports

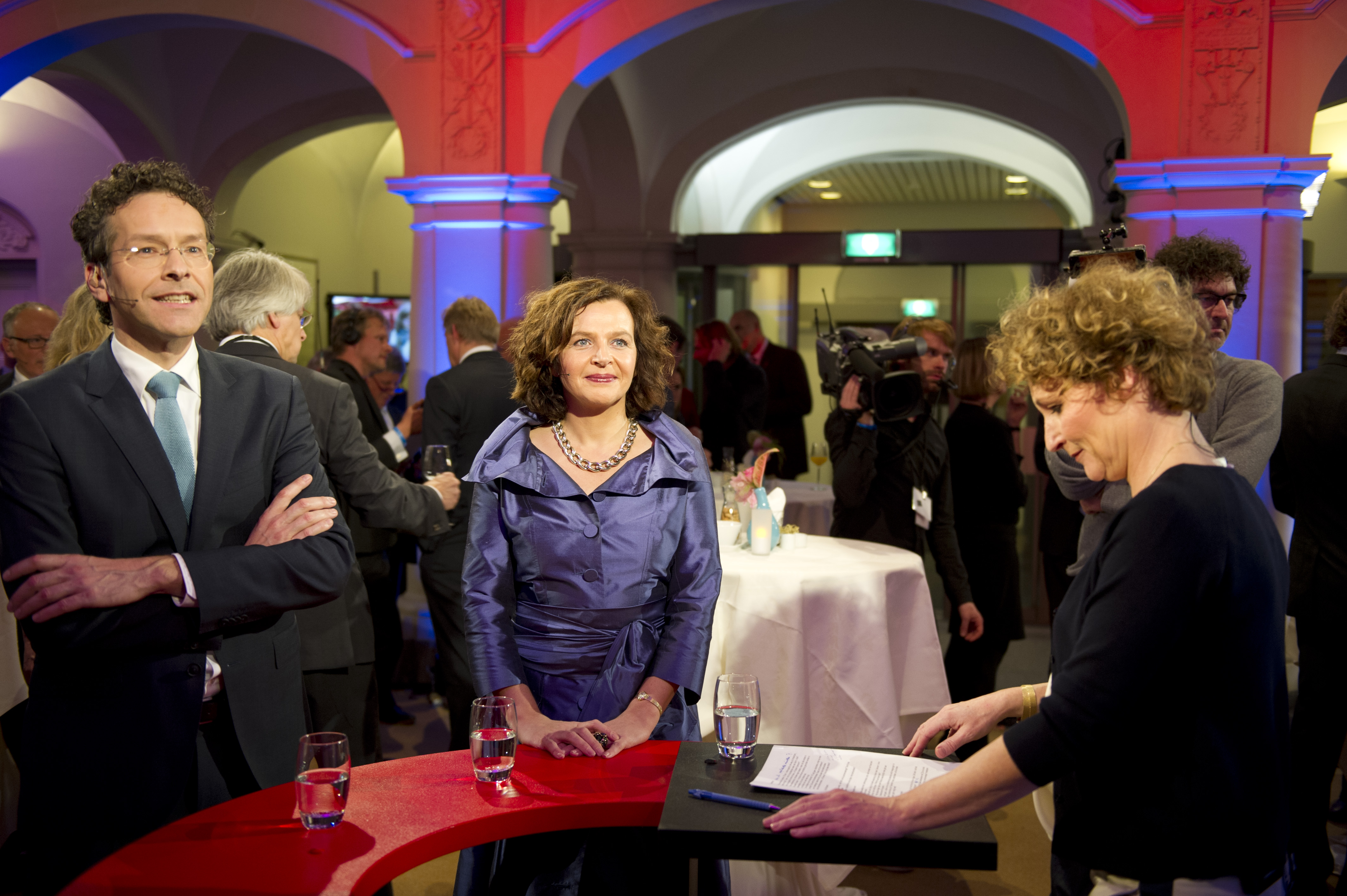
Edith Schippers au côté du nouveau ministre des Finances, le travailliste Jeroen Dijsselbloem, le 5 novembre 2012 au soir, avant un entretien télévisé.

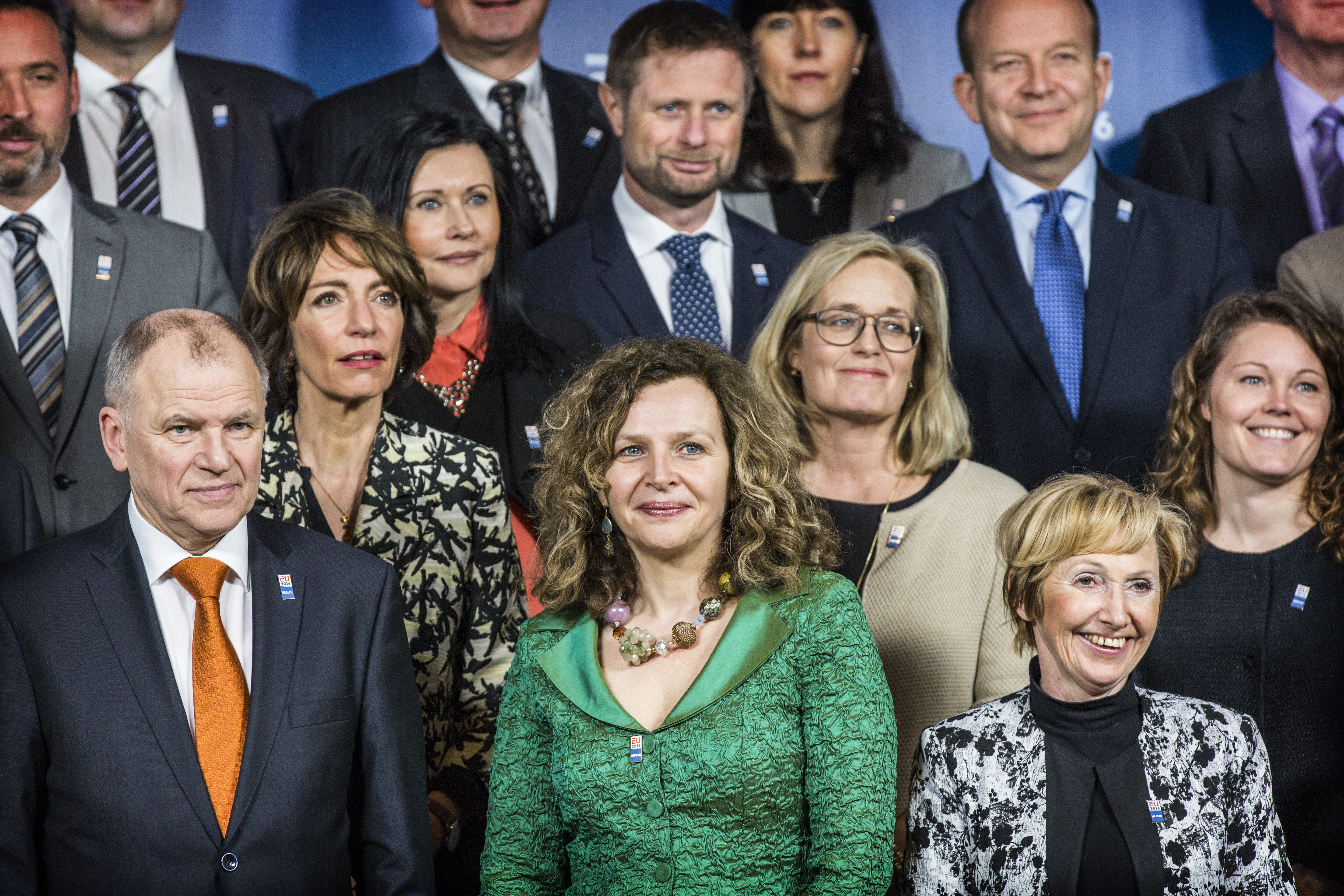
Schippers avec les autres ministres de la Santé de l'Union européenne en 2016 à Amsterdam.

Le 14 octobre 2010, Edith Schippers est nommée à 46 ans ministre de la Santé, du Bien-être et des Sports dans le premier cabinet minoritaire de coalition de centre droit du Premier ministre libéral Mark Rutte.
Elle est reconduite 5 novembre 2012 dans le deuxième gouvernement de Mark Rutte, d'orientation centriste, après avoir été élue en tant que deuxième membre de la liste conduite par le Premier ministre sortant, lors des élections législatives.

#### Formation du cabinet en 2017
Ne se représentant pas lors du scrutin législatif du 15 mars 2017, elle est cependant nommée dès le lendemain « éclaireur » (verkenner) à l'issue d'une rencontre entre les têtes de liste de tous les partis et la présidente de la Seconde Chambre, Khadija Arib, en vue de la formation d'un nouveau gouvernement, après la troisième victoire consécutive des libéraux. Le 28 mars, elle est désignée « informatrice » après que la Seconde Chambre approuve son rapport préconisant la recherche d'une coalition à quatre partis entre le VVD, l'Appel chrétien-démocrate (CDA), les Démocrates 66 (D66) et la Gauche verte (GL) et supervise à ce titre les négociations. Elle en décide la suspension pour le 2 mai, afin que le chef politique de la Gauche verte Jesse Klaver se rende aux obsèques de sa mère.
Elle annonce, de manière inattendue, l'échec de sa mission le 15 mai, après avoir constaté l'impossibilité de trouver un accord sur la question de l'immigration, ainsi que sur l'environnement et la fiscalité. Est alors privilégiée l'hypothèse du remplacement de la Gauche verte par l'Union chrétienne (CU) dans les discussions. Lors de l'entrée en fonction du cabinet Rutte III avec le soutien de l'Union chrétienne, le chrétien-démocrate Hugo de Jonge, qui devient également vice-Premier ministre des Pays-Bas, lui succède, après que Schippers annonce ne pas vouloir continuer à diriger de ministère.

### Vie privée
Elle est mariée, mère d'une fille et vit à Baarn, en province d'Utrecht. Elle travaille actuellement comme présidente de DSM, entreprise basée à Heerlen.